# Marghita
Marghita (mađ.; Margitta) je grad u županiji Bihor u Rumunjskoj. Treći po veličini u županiji nakon Oradee i Salonta.

## Zemljopis
Grad se nalazi u sjevernom dijelu povijesne pokrajine Crişane, 55 km sjeveroistočno od županijskog središta Oradee.

## Stanovništvo
Prema popisu stanovništva iz 2002. godine grad je imao 17.291 stanovnika. Polovicu stanovništva čine Rumunji (50 %), s velikim udjelom mađarske (46%) manjine.

## Gradovi prijatelji
- Berettyóújfalu, Mađarska
- Kireš, Mađarska

## Vanjske poveznice
- Službena stranica grada

### Ostali projekti
|  | Zajednički poslužitelj ima još gradiva o temi Marghita |